# زبان اشاره بورکینافاسویی
زبان اشاره بورکینافاسویی یا زبان اشاره موسّی زبان اشاره‌ای است که توسط ناشنوایان و کم شنوایان در منطقه واگادوگو بورکینافاسو استفاده می‌شود.